# Stanislav Vrečar
Stanislav Vrečar, slovenski policist, pravnik in veteran vojne za Slovenijo, * 25. julij 1968, Ljubljana.
Vrečar je direktor Policijske uprave Ljubljana od 1. februarja 2007.